# David McCampbell
David McCampbell (Bessemer, 16 gennaio 1910 – Riviera Beach, 30 giugno 1996) è stato un militare e aviatore statunitense che prestò servizio nella United States Navy come ufficiale aviatore durante la seconda guerra mondiale.
Fu il terzo asso statunitense dietro all'asso degli assi Richard Bong e a Thomas McGuire, con un totale di 34 aerei abbattuti.

## Biografia
Nato nello Stato dell'Alabama, si trasferì e crebbe a West Palm Beach nello Stato della Florida. Studiò al Staunton Military Academy e al Georgia Institute of Technology prima di frequentare l'United States Naval Academy, dove terminò gli studi nel 1933.
Venne assegnato in qualità di comandante al VF-15 il 1º settembre 1943 e dell'Air Group Fifteen per diversi mesi nel 1944, dal febbraio a settembre. Alla sua morte il corpo venne seppellito nel cimitero nazionale di Arlington.
Ebbe un figlio con il suo stesso nome.